# 珍珠河
珍珠河位于南京城内，北通玄武湖，南至浮桥与杨吴城壕相接。
传说南朝时期，陈后主陈叔宝携妃子们在河上泛舟游乐，宠妃张丽华佩戴的一颗珍珠掉入河中，陈后主派人打捞，没有收获，便下令抽干河水，最后也没有寻到，只弄得河里许多珠蚌因缺水干涸而死，“珍珠河”便由此得名。
珍珠河上珍珠桥，因1931年九一八事变学生举行爱国游行示威曾发生珍珠桥事件。